# Pick Up the Pieces (single van Average White Band)
Pick Up the Pieces is een nummer van de Schotse funk-/soulformatie Average White Band. 

## Achtergrond
De grotendeels instrumentale compositie (de titel wordt af en toe gezongen) werd geschreven door saxofonist/oprichtend lid Roger Ball en gitarist Hamish Stuart in samenwerking met de band voor hun tweede studioalbum AWB, dat in juni 1974 verscheen in de VS. De muziekproducent was Arif Mardin. Atlantic Records bracht het vanaf juli 1974 als single uit, te beginnen in het Verenigd Koninkrijk. Op de B-kant werd de vocale track Work To Do geperst, een cover van een nummer van The Isley Brothers, dat ook op het album staat.  
Hamish Stuart schreef de gitaarpartij en Roger Ball het begingedeelte van de blazersmelodie. Volgens tenorsaxofonist Malcolm 'Molly' Duncan , destijds geen voorstander van een singlerelease, gaat de kreet Pick Up the Pieces erover "dat jezelf weer oppakt wanneer het wat minder gaat. Wij hebben heel wat keren met verlies gedraaid, dus voor ons is die tekst heel relevant".

## Hitnoteringen
Puck Up the Pieces werd destijds geen hit in het Verenigd Koninkrijk. In de Verenigde Staten, waar de single in oktober 1974 uitkwam, werd de single grijsgedraaid en stond het op 22 februari 1975 bovenaan de reguliere hitlijst; in de disco-chart kwam het tot een elfde plaats. Naar aanleiding van het Amerikaanse succes kwam de single in eigen land opnieuw uit en kwam het tot een zesde plaats in de Britse hitlijst. In Nederland haalde het de tipparade.

## Live-uitvoeringen
De albumversie duurt 3:59, maar werd voor de single ingekort tot 3:02. Bij concerten zijn uitvoeringen van boven de tien minuten eerder regel dan uitzondering; de versie op het live-album Person to Person (1976) duurt 18:06, de versie op het all-star-album The Atlantic Family Live at Montreux (1977) gaat daar overheen met 21:40. De saxofoonsolo wordt hier gespeeld door de vermaarde jazzmuzikant Michael Brecker, in plaats van door Molly Duncan.

## Andere uitvoeringen
Het nummer is meer dan veertig keer door andere musici gecoverd, door onder andere;
- Henry Mancini
- Ekseption
- Candy Dulfer (bracht het in 1993 als single uit)
- Phil Collins (speelde met zijn Big Band het Montreux-arrangement op het live-album A hot night in Paris uit 1996)
- Kenny G.
- Buddy RichBand: Burning for Buddy: A Tribute to the Music of Buddy Rich (1994)

Ook is het nummer veelvuldig gesampled door hiphopartiesten.
James Brown ging nog een stapje verder; omdat de baslijn hem sterk deed denken aan zijn eigen nummer Hot Pants Road nam hij als reactie Pick Up the Pieces One by One op. De single werd uitgebracht op naam van Above Average Black Band (of AABB).

## Gebruik in de media
In 2017 werd Pick Up the Pieces gebruikt in de film Iron Man 2; Justin Hammer (gespeeld door Sam Rockwell) danst op dit lied bij zijn aankondiging op de expositie.

## NPO Radio 2 Top 2000
| Nummer met noteringen in de NPO Radio 2 Top 2000 | '99  | '00 | '01  | '02  | '03  | '04  |
| ------------------------------------------------ | ---- | --- | ---- | ---- | ---- | ---- |
| Pick Up the Pieces                               | 1168 | -   | 1388 | 1458 | 1726 | 1568 |

1. ↑  Een '-' betekent dat het nummer niet was genoteerd en een vetgedrukt getal geeft de hoogste notering aan.
2. ↑  Deze tabel is bijgewerkt tot en met de laatste editie (2024).